# Mallotus monanthos
Mallotus monanthos är en törelväxtart som beskrevs av Airy Shaw. Mallotus monanthos ingår i släktet Mallotus och familjen törelväxter. Inga underarter finns listade i Catalogue of Life.